# Bagewadi, Hukeri
Bagewadi là một làng thuộc tehsil Hukeri, huyện Belgaum, bang Karnataka, Ấn Độ.